# Miroslav Pospíšil
Miroslav Pospíšil (Praga, 27 settembre 1890 – 23 maggio 1963) è stato un calciatore cecoslovacco, di ruolo difensore.

## Palmarès

### Club

#### Competizioni nazionali
- Campionato cecoslovacco: 1

Sparta Praga: 1922